# نماد اجتماعی

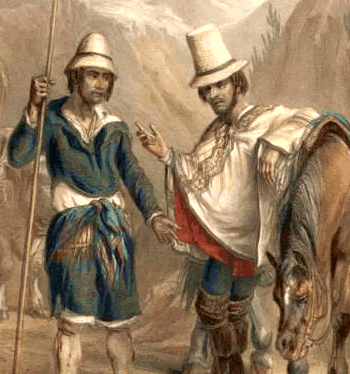
نماد اجتماعی اغلب با لباس و دارایی مرتبط است.

نماد اجتماعی (انگلیسی: Status symbol) یک کالا، خدمات یا رفتار قابل مشاهده و خارجی است که برای نشان دادن موقعیت اجتماعی، اقتصادی یا فرهنگی خود استفاده می‌شود. بسیاری از کالاهای لوکس اغلب به عنوان نمادهای اجتماعی در نظر گرفته می‌شوند. نماد اجتماعی همچنین یک اصطلاح جامعه‌شناسی است که به عنوان بخشی از تعامل نمادین اجتماعی و جامعه‌شناسی مربوط به نحوه تعامل و تفسیر افراد و گروه‌ها از نمادهای فرهنگی مختلف است.

## ریشه کلمه
اصطلاح «نماد وضعیت» اولین بار در سال ۱۹۵۵ در زبان انگلیسی به کار رفت، اما از سال ۱۹۵۹ با انتشار کتاب پرفروش «جویندگان وضعیت» گسترش بیشتری یافت. در آنجا، روزنامه‌نگار وانس پکارد مدیریت اجتماعی و رفتار در ایالات متحده را توصیف می‌کند.

## در فرهنگ‌های مختلف
همان‌طور که بیشتر مردم به دنبال موقعیت اجتماعی بالا هستند، اغلب به دنبال نمادهای آن نیز می‌گردند. همانند سایر نمادها، نمادهای اجتماعی ممکن است در طول زمان تغییر ارزش یا معنا دهند و بسته به اقتصاد و فناوری آنها، بین کشورها و مناطق فرهنگی متفاوت باشد.
به عنوان مثال، قبل از اختراع چاپخانه، داشتن یک مجموعه بزرگ از کتابهای دست‌نویس پر زحمت، نمادی از ثروت و تحصیلات بود. در قرنهای بعدی، کتابها (و سوادآموزی) بیشتر رایج شد، بنابراین یک کتابخانه خصوصی به عنوان یک نماد اجتماعی کمتر مورد توجه قرار گرفت، اگرچه یک مجموعه قابل توجه هنوز برای بقیه جذاب است. در برخی فرهنگهای گذشته آسیای شرقی، مروارید و یشم نمادهای اجتماعی بودند که منحصراً برای سلطنت محفوظ بودند و نمادی از ارتباط با خوانده سلطنتی حساب می‌شدند.
نمادهای وضعیت همچنین نشانگر ارزشهای فرهنگی جامعه یا زیرمجموعه آن هستند. به عنوان مثال، در یک جامعه تجاری، داشتن پول یا ثروت و مواردی که می‌توان با ثروت خریداری کرد، مانند اتومبیل، خانه یا لباسهای عالی، نمادهای وضعیت محسوب می‌شوند.
جایی که جنگجویان مورد احترام هستند، یک زخم می‌تواند نشانه افتخار یا شجاعت باشد. در میان روشنفکران، توانایی فکر کردن هوشمندانه و تحصیل کرده فارغ از میزان دارایی‌های مادی یک نماد اجتماعی است. در محافل دانشگاهی، فهرست طولانی مقالات و یک موقعیت محکم مستقر در یک دانشگاه معتبر یا مؤسسه تحقیقاتی نشان دهنده وضعیت بالایی است. در بسیاری از فرهنگها، لباس نیز یک نماد مهم وضعیت است. در جوامع محافظه کار، لباس‌های سنتی ممکن است نشانه ثروت و جایگاه اجتماعی باشد. در جوامع مدرن تر، لباس‌های مارک دار و شیک ممکن است نمادی از وضعیت باشد.
در برخی فرهنگها، جواهرات و زیورآلات نیز نمادهای وضعیت محسوب می‌شوند. اینها اغلب با سنگهای قیمتی یا فلزات گرانبها ساخته می‌شوند و به عنوان نشانه ثروت و موقعیت اجتماعی استفاده می‌شوند. خانه نیز یک نماد مهم وضعیت است. در بسیاری از فرهنگها، خانه‌های بزرگتر و مجلل تر نشانه ثروت و جایگاه اجتماعی است. در برخی فرهنگها، خانه‌ها همچنین ممکن است نشان دهنده موفقیت شغلی یا خانوادگی باشند. خودرو نیز یک نماد مهم وضعیت در بسیاری از کشورها است. اتومبیل‌های گران‌قیمت و لوکس اغلب با موفقیت شغلی و رفاه مرتبط هستند. در برخی فرهنگها، اتومبیل‌ها همچنین ممکن است نشان دهنده نماد اجتماعی باشند. در نهایت، نمادهای اجتماعی می‌توانند متفاوت باشند، اما آنها همیشه نشانگر ارزشهای فرهنگی جامعه یا زیرمجموعه آن هستند